# Dictionnaire occitan-français selon les parlers languedociens
 (juillet 2023).
Si vous disposez d'ouvrages ou d'articles de référence ou si vous connaissez des sites web de qualité traitant du thème abordé ici, merci de compléter l'article en donnant les références utiles à sa vérifiabilité et en les liant à la section « Notes et références ».
Le Dictionnaire occitan-français selon les parlers languedociens est un dictionnaire bilingue occitan-français basé sur le languedocien, écrit en graphie classique et publié pour la première fois en 1966 par l'Institut d'études occitanes. Il est basé sur des manuscrits de Louis Alibert publiés à titre posthume et est le complément lexicographique de la grammaire occitane du même auteur, publiée en 1935. Il s'agit du premier dictionnaire de référence de la norme classique occitane.

## Genèse
Durant l’après-guerre, Alibert a travaillé discrètement à son projet de Dictionnaire occitan-français d'après les parlers languedociens. Il est mort en 1959 sans l'avoir achevé.
Le dictionnaire se trouvait donc sous forme de fiches manuscrites. L'IEO, qui avait adopté la norme classique fixée par Alibert, a manifesté son désir d'éditer ce dictionnaire mais a dû négocier avec la belle-sœur d’Alibert, qui avait le contrôle du manuscrit et qui supervisait son édition. Cette belle-sœur n'avait pas les compétences linguistiques et est responsable d'un grand nombre d'erreurs d'interprétation du manuscrit. C'est dans ces conditions défavorables que l’IEO a édité le dictionnaire d’Alibert, à titre posthume, en 1966.
Le dictionnaire d'Alibert est fondamentalement basé sur le Lou Tresor dóu Felibrige de Frédéric Mistral, dictionnaire traitant de l'ensemble des parlers occitans (prenant le dialecte provençal pour base) écrit en norme mistralienne. Le dictionnaire d'Alibert en est une réduction limitée au languedocien, complétée notamment de données collectées par Alibert lors d'enquêtes linguistiques qu'il avait menées.
Le dictionnaire d’Alibert a des qualités et des défauts. Le «Diccionari ortografic, gramatical e morfologic de l'occitan» de Josiane Ubaud (2011) donne la liste de ses fautes et coquilles (800 environ) qui ont été reprises dans certains dictionnaires plus récents.

## Les qualités
- Un grand nombre de mots sont répertoriés, pour la première fois en 1966, dans la norme classique qu'Alibert avait fondée avec sa gramatica de 1935. En 1966, ceux qui voulaient appliquer la norme classique avaient enfin, avec ce dictionnaire, une liste très importante de mots qu'ils ne trouvaient pas codifiés ailleurs.
- Il sert de base de la majeure partie des lexiques et dictionnaires qui ont été créés depuis 1966.
- Il est un outil de travail qui a servi de référence utile, depuis 1966, pour une quantité considérable d'œuvres littéraires, de revues, de travaux normatifs, de cours, de textes de chansons et de productions de toutes sortes.
- Ainsi, malgré ses défauts, le dictionnaire d'Alibert a contribué à stabiliser une grande partie des mots de l'occitan.

## Les défauts
Les défauts suivants sont tirés des analyses citées en bibliographie. Ce sont des analyses scientifiques qui s'appuient sur des critères de la lexicographie.[source insuffisante]
- Les conditions d'édition sont difficiles. Les erreurs nombreuses d’interprétation du manuscrit, dues à la belle-sœur d'Alibert, n'ont jamais été corrigées, ni dans la première édition de 1966, ni dans les rééditions ulterieures. Les erreurs peuvent consister en lettres confondues (u pour n...), en passages manquants dans les articles, en confusions sur la nature grammaticale, en interprétations abusives, etc. Une des erreurs les plus spectaculaires est le mot dimars (mardi)  écrit avec s dans la gramatica d'Alibert), passé par erreur à dimarç avec ç dans le dictionnaire de 1966.
  - La lexicographe Josiane Ubaud, qui travaille au Gidilòc, a fourni à l'éditeur, l’IEO, une liste de corrections, mais l'IEO n'en a pas tenu compte dans les rééditions.
  - Josiana Ubaud, dans le cadre du Gidilòc, a pu céér cependant une version informatisée et corrigée du dictionnaire d'Alibert.
- D’autres sources ont contribué à alimenter le dictionnaire d'Alibert, mais Alibert les a mal utilisées, et souvent ne les cite pas.
- Les mots ne sont pas présentés dans un ordre alphabétique strict: les articles sont rassemblés en familles de mots. Cela n'est pas pratique pour trouver certains mots.
- Certains mots du lexique usuel sont absents, comme cantar.
- Les mots de formation savante (créés à partir du latin et du grec) sont souvent absents du dictionnaire. Par contre Alibert explique leurs règles de formation dans l'introduction. Par exemple: telefòn. Ce n'est pas pratique.
- La nature grammaticale des mots n'est pas fournie de manière systématique et complète.
- Beaucoup de noms appliqués aux personnes et beaucoup d'adjectifs ne sont présentés qu'au masculin, la forme féminine manque.
- La sélection de la forme référentielle (en gras) et l'indication des variantes non référentielles (en italique), obéissent à des critères qui ne sont pas toujours clairs. Il y a des séries contradictoires.
- Il peut arriver qu'un mêmes mot, selon ses variations, soit traité dans deux articles différents.
- La traduction en français contient des incohérences:
  - Les différents sens ne sont pas souvent séparés de manière systématique et cohérente.
  - Beaucoup de traductions sont incomplètes. Elles peuvent représenter des versions mal abrégées de la traduction du dictionnaire de Mistral.